# Madame Manet i vinterträdgården
Madame Manet i vinterträdgården (franska: Madame Manet dans la serre) är en oljemålning av den franske konstnären Édouard Manet från 1879. Målningen ingår sedan 1918 i Nasjonalmuseets samlingar i Oslo. 
Den porträtterade är konstnärens fru, den nederländske pianisten Suzanne Manet. Hon är avmålad i vinterträdgården på Rue d'Amsterdam som då innehades av den svenske konstnären Georg von Rosen. På samma plats och vid ungefär samma tidpunkt avmålade Manet också paret Guillemet. Den målningen, I vinterträdgården, är idag utställd på Alte Nationalgalerie i Berlin.
Madame Manet i vinterträdgården var en gåva till hustrun. När konstnären dog 1893 fick hon allt sämre ekonomi och 1895 tvingades hon att sälja den av ekonomiska skäl.